# Somaliska demokratiska republiken
Somaliska demokratiska republiken (somaliska: Jamhuuriyadda Dimuqraadiga Soomaaliya; arabiska: الجمهورية الديمقراطية الصومالية) var namnet på den somaliska statsbildningen åren 1969–1991 då landet antog en socialistisk utvecklingsmodell och byggde ett politiskt system med länderna i östblocket som modell. Landet hade nära relationer med Sovjetunionen fram till Ogadenkriget 1977–1978 då man, i ett typexempel på kalla krigets inflytande i mindre konflikter, bytte till att ha nära relationer med USA. Till följd av somaliska inbördeskrigets utbrott 1991 kollapsade regeringen och hela det politiska systemet i landet.

## Historia

### Militärkupp och tidigt styre
21 oktober 1969, sex dagar efter att landets folkvalde president Abdirashid Sharmarke skjutits ihjäl av sina livvakter, tog den somaliska armén makten i en oblodig militärkupp under ledning av generalmajor Mohammad Siyad Barre. Siyad Barre etablerade Högsta revolutionsrådet som militärjunta med full verkställande makt och med sig själv som dess ordförande. Medlemmar av den gamla civila regeringen arresterades, författningen upphävdes, politiska partier förbjöds och Högsta domstolen samt Nationalförsamlingen löstes upp. Militära officerare och poliser tog i allt större utsträckning över administrationen av tidigare civila myndigheter.
Snart började de revolutionära myndigheterna inleda storskaliga offentliga utvecklingsprogram, bland annat en kampanj för att öka läskunnigheten bland befolkningen. Siyad Barre valde år 1972 en modifierad version av det latinska alfabetet som standardiserat alfabet för det somaliska språket. Somaliskan fick också för första gången status som officiellt språk i landet och det blev obligatoriskt i utbildningen liksom för myndighetsanställda. Reformer för totalt avskaffande av landets traditionella klansystem infördes och man försökte få befolkningen att istället identifiera sig med den enhetliga nationalstaten. Klanlojalitet sågs dels som reaktionärt men främst som ett hot mot staten och uppvisande av såna lojaliteter blev i allt större utsträckning straffbart. Paradoxalt nog byggde regeringens innersta krets just på lojalitet gentemot ledarskapets klaner.
1970 infördes säkerhetsdomstolar med befogenhet att döma kontrarevolutionärer utanför det ordinarie rättssystemet. 1973 infördes en allmän reform av rättsväsendet som avskaffade flera lagar ärvda från kolonialtiden och begränsade de religiösa shariadomstolarna. Trots stort motstånd gjordes flera reformförsök för att förbättra kvinnors sociala status.
Regeringen inledde en jordreform och förstatligade därför stora jordarealer liksom större industrier. Över 140 000 nomader tvångsförflyttades från landsbygden till städer eller kooperativa jordbruk för ökad produktivitet. Detta ledde förvisso både till förbättrad levnadsstandard och underminerad klanlojalitet, då nomaderna hade flyttats från sina klaners traditionella marker, men för många satt klantillhörigheten ändå djupt rotad. Man lät tillfälligt stänga alla högstadieskolor 1974 och skickade uppemot 25 000 elever till landsbygden för att utbilda sina släktingar.
För att understryka landets traditionella kopplingar till arabvärlden gick Somalia med i Arabförbundet år 1974.  Samma år var Siyad Barre ordförande för Organisationen för afrikansk enhet. År 1976 löstes Högsta revolutionsrådet upp och en civil regering tog plats med Siyad Barre som Somalias president. Somaliska revolutionära socialistiska partiet bildades och blev det enda tillåtna partiet i landet.

### Enpartistyre och krig
Den nya statsdoktrinen grundades i en blandning av vetenskaplig socialism och traditionella islamiska normer till något som skulle vara unikt för just Somalia. Man plockade värderingar kring jämlikhet, rättvisa och framsteg som förekom i både religiösa och socialistiska sammanhang och argumenterade på de grunderna för en mer typisk socialistisk ekonomi. Småskaliga privata investeringar tolererades emellertid.
I juli 1977 lät Siyad Barre besätta den etiopiska Ogadenregionen som mestadels bebos av etniska somalier med syfte att bilda ett Storsomalia. Mot slutet av året hade de somaliska styrkorna gjort anmärkningsvärda framsteg och tagit nästan 90 % av regionen och besegrat de etiopiska styrkorna i flera slag. Sovjetunionen försökte vid flera tillfällen förmå Siyad Barre att avbryta kriget, som ställde två sovjetvänliga stater mot varandra, men när han vägrade började Sovjet ensidigt stödja Etiopien. I början av 1978 hade de somaliska styrkorna pressats tillbaka och kriget avslutades utan några landvinningar men däremot enorma kostnader för Somalia. Landet bröt alla förbindelser med Sovjetunionen och dess allierade och sökte sig istället till USA för internationellt stöd och bistånd. Kombinationen av det tidigare sovjetiska biståndet och det nu stora inflödet av amerikanskt bistånd, inte minst militärt, möjliggjorde att Somalia fick en av de största arméerna i Afrika. De offentliga utvecklingsprojekten fortsatte och 1978 byggdes Mogadishu stadium.
Ett misslyckat kuppförsök 1978 fick regeringen att börja en intensiv arresteringsvåg av politiker och militärer varav flera avrättades, men en del hann fly och började organisera väpnat motstånd.
1979 infördes en ny författning som banade väg för val till den nya Folkförsamlingen. Samtliga valbara kandidater kom från Revolutionära socialistiska partiet. 1980 återupprättades Högsta revolutionsrådet som statens högsta organ.

### Nedgång och fall
Förlusten av Ogadenkriget och förekomsten av organiserat väpnat motstånd fick myndigheterna att slå till ännu hårdare mot misstänkta fiender i landet, repressalier följde i regel landets traditionella klanlinjer. Dessutom hade flyktingströmmar som resultat av kriget kraftigt försämrat landets ekonomiska situation. Amerikanskt bistånd räckte knappt för att upprätthålla intern ordning men minskade kraftigt under 1980-talets gång. När kalla kriget drogs mot sitt slut förlorade Somalia sitt strategiska värde i kampen mellan supermakterna och föll ner på prioriteringslistan i USA. Återupplivandet av den gamla militärjuntan skapade ett byråkratiskt kaos med överlappande befogenheter för partiets centralkommitté, den civila regeringen och Högsta revolutionsrådet. Resultatet blev en urholkad statsapparat där Siyad Barre själv hade all egentlig makt. 1986 skadades Siyad Barre i en bilolycka vilket ledde till en plötslig maktkamp bland ledande befälhavare vilket föranledde ytterligare oroligheter och repressalier. Samtidigt genomfördes en utrensning av officerskåren medan statskassan tömdes av korrumperade ämbetsmän.
Under 1980-talets andra hälft försökte regeringen att samla ökat internationellt stöd och förbättra relationerna med sina grannländer. Oroligheterna fortsatte liksom den diplomatiska isoleringen och både Världsbanken och IMF pressade landet att avreglera sin ekonomi och devalvera valutan. Anklagelser om brott mot de mänskliga rättigheterna fick 1987 USA:s kongress att skära ner biståndet till Somalia kraftigt.